# Puerto Princesa
Puerto Princesa, oficialmente Ciudad de Puerto Princesa (en filipino: Lungsod ng Puerto Princesa), es una ciudad y la capital de la provincia de Palawan, República de Filipinas. A pesar de que es la sede del Gobierno Provincial de Palawan, es una de las 38 ciudades independientes dentro de las Filipinas no controlada por la provincia donde está localizada geográficamente y, por lo tanto, es un área independiente dentro de Palawan. Al año 2010, cuenta con 222.673 habitantes. Esto la convierte en la ciudad con mayor densidad de población en las Filipinas, siendo la segunda de mayor área en la república.
Hoy en día, Puerto Princesa es una ciudad turística que ofrece numerosos balnearios y restaurantes de mariscos. Ha sido considerada varias veces como la ciudad más limpia y más verde de las Filipinas. Además es famosa por sus granjas de cocodrilos, ríos subterráneos y submarinismo. 
Una de sus mayores atracciones que atrae visitantes de todo el globo es al río subterráneo que fluye en sus parajes, donde se ha creado el parque nacional del Río Subterráneo de Puerto Princesa, que fue declarado Patrimonio de la Humanidad por la Unesco en el año 1999. También fue reconocido como una de las siete maravillas del mundo natural, el 11 de noviembre de 2011. Su conjunto representa un importante hábitat de biodiversidad, donde se mezclan ecosistemas del bosque y de la playa, formando un paisaje espectacular.
La ciudad fue bautizada en nombre de la princesa Eulalia de Borbón, hija de S.M. la Reina Isabel II de España, tras la expedición de 1872, que fundó la capital de la isla de los Paraguas (Palawan).

## Historia

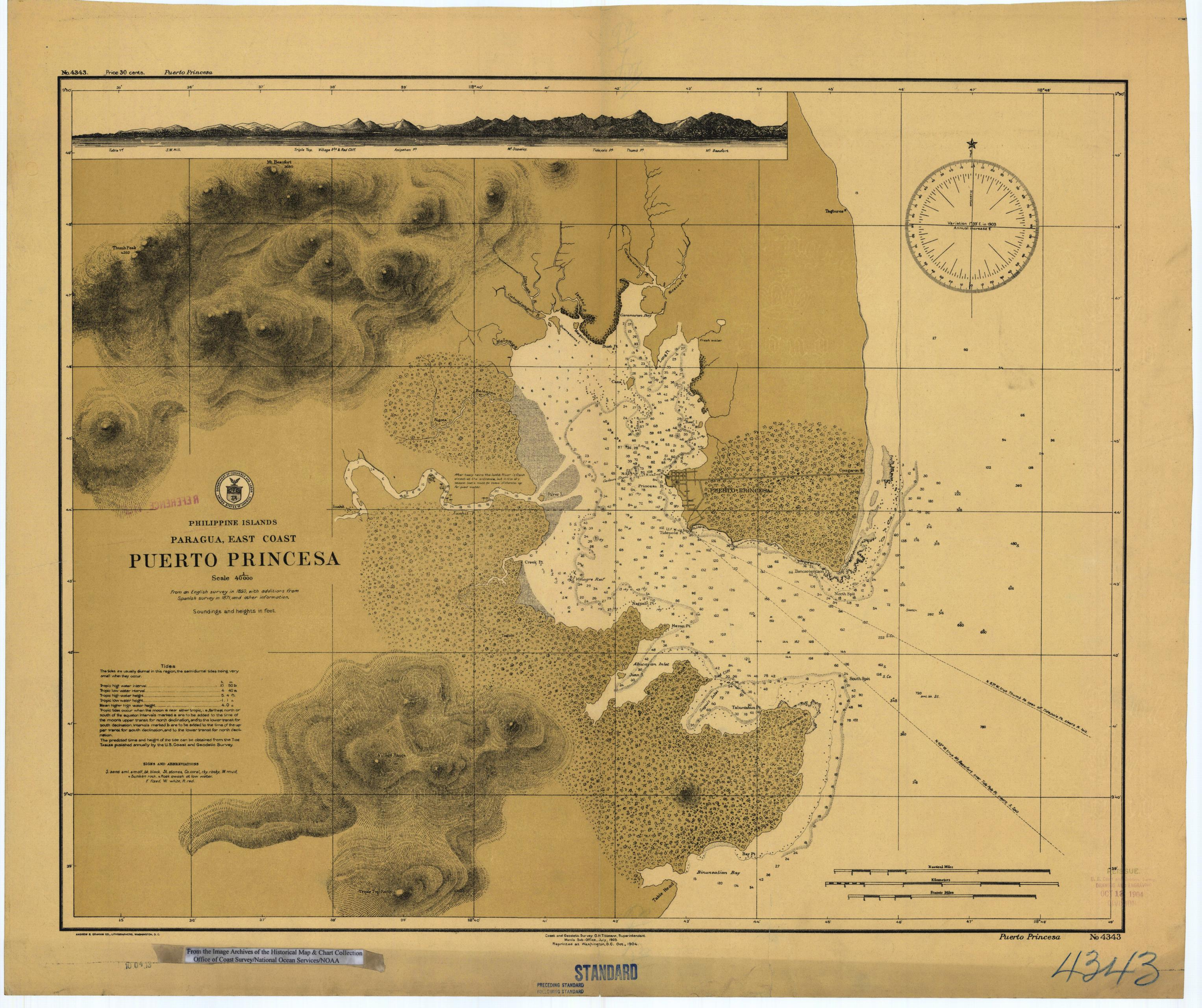
Mapa de Puerto Princesa de 1904

La etimología popular atribuye el nombre de "Puerto Princesa" a una joven princesa que en los primeros días se dice que vagaba por el lugar en ciertas noches del año. Por otro lado, las personas prácticas atribuyen el nombre a las ventajas geográficas del lugar como puerto, naturalmente protegido durante todo el año y dotado de una profundidad que puede adaptarse a cualquier tamaño de embarcaciones, un refugio real para los buques o una princesa virtual de los puertos como así indicaban los colonizadores españoles en sus mapas.
Históricamente el lugar lleva el nombre de la princesa Asunción, nacida en 1864 de la reina Isabel II y Francisco de Asís de Borbón. Cuando la princesa sufrió una muerte prematura, la Reina cambió el nombre por el de Puerto de la Princesa. Con el tiempo, el nombre fue reducido a Puerto Princesa como se le conoce hoy en día.
Los Exploradores españoles fundaron el asentamiento el 4 de marzo de 1872 en el curso de su exploración de la provincia. Tras explorar la costa de la isla de Palawan buscando un sitio para la capital, se encontraron con una colina con declive escarpado. Tras remar hasta la orilla, y subir a la colina y descubrieron una extensa meseta que decidieron como ideal para el proyecto.
Poco después, el padre Antonio Muro niveló una parte de la colina para dar paso a una capilla (esa área está ahora ocupada por la catedral católica, el Cuartel de la PC y el Parque Rizal. El Antiguo Edificio Municipal solía estar allí, así como una escuela de educación primaria). La primera misa celebrada en Puerto Princesa se llevó a cabo en un sitio donde un marcador ahora se coloca.
En mayo de 1872, el puerto de Puerto Princesa se convirtió en el centro de operaciones navales españolas en la zona debido a que la Bahía reunía con todos los requisitos de la Marina. Los Reales Decretos proveían incentivos a los colonos, y para 1883 el asentamiento había florecido en una ciudad de doce carreteras, un hospital y un puerto bien construido.
En 1894, Puerto Princesa fue reconocido por las autoridades del gobierno como una de las ciudades más bellas del país, en virtud de la distribución ordenada de las calles, edificios y casas, así como la limpieza de la comunidad.

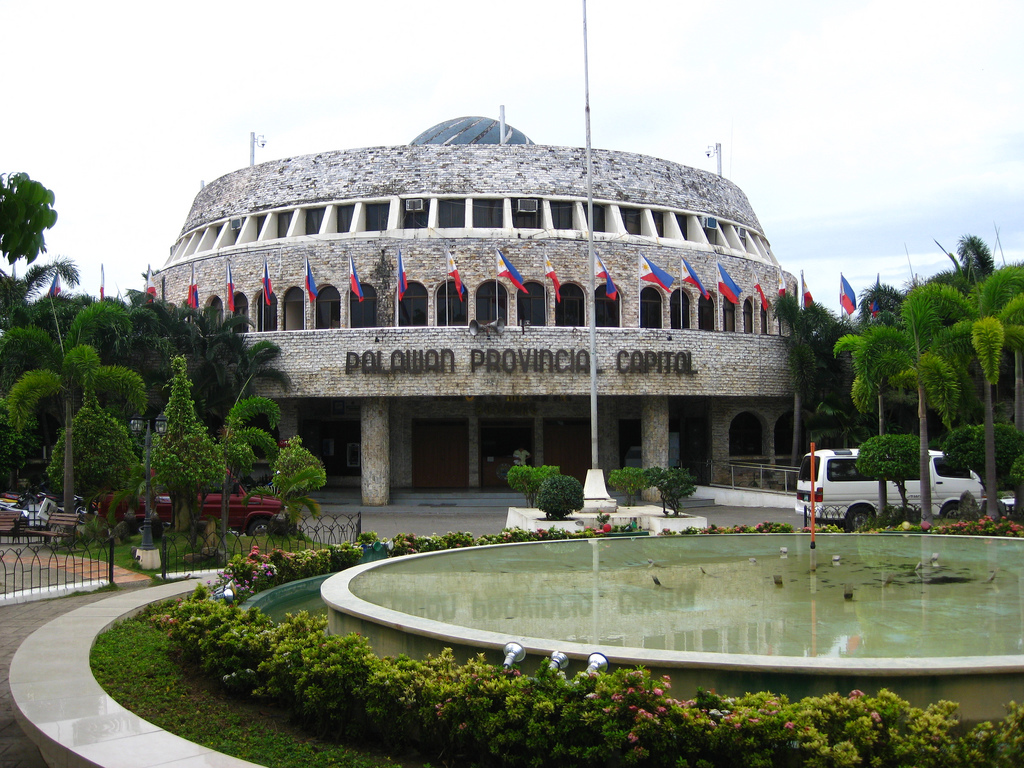
Capitolio Provincial de Palawan

En 1911, la nueva administración colonial americana hizo de Puerto Princesa la sede del Gobierno provincial de Palawan con el Mayor John Brown como vicegobernador.
La ciudad se convirtió en una ciudad oficialmente el 1 de enero de 1970 con RA 5906, modificado por el P.D. 437, a través del esfuerzo del entonces diputado Ramón Mitra (hijo). Finalmente Feliberto R. Oliveros (hijo) se convirtió en el primer alcalde de la ciudad. 
En mayo de 2001, hombres armados del grupo Abu Sayyaf entraron en un complejo de lujo en la isla de Bahía Honda, en la costa de Puerto Princesa y secuestraron a 20 personas de la localidad, entre ellos cuatro de personal del complejo y tres estadounidenses. 
Desde su fundación, Puerto Princesa ha sido el centro neurálgico de las actividades en Palawan. Además de ser la sede de la administración pública, es el corazón del comercio y la industria en dicha provincia. 
Hoy en día, bajo el liderazgo del alcalde Edward S. Hagedorn, la ciudad se ha ganado la distinción de ser una ciudad modelo en la higiene, la protección y conservación del medio ambiente, y el gobierno local en general.

## Distrito
Puerto Princesa está subdividido en 67 distritos, mejor conocidos como barangays, donde aproximadamente la mitad son de población urbana y la mitad son distritos rurales.
- Babuyan (Rural)
- Bacungan (Rural)
- Bagong Bayan (Rural)
- Bagong Pag-Asa (Urbano)
- Bagong Sikat (Urbano)
- Bagong Silang (Urbano)
- Bahile (Rural)
- Bancao-bancao (Urbano)
- Binduyan (Rural)
- Buenavista (Rural)
- Cabayugan (Rural)
- Concepción (Rural)
- Inagawan (Rural)
- Irawan (Rural)
- Iwahig (Rural)
- Kalipay (Rural)
- Kamuning (Rural)
- Langogan (Rural)
- Latud (Rural)
- Liwanag (Rural)
- Lucbuan (Rural)
- Mabuhay (Urban)
- Macarascas (Rural)
- Magkakaibigan (Rural)
- Maligaya (Urbano)
- Manalo (Rural)
- Manggahan (Urbano)
- Maningning (Urbano)
- Maoyon (Rural)
- Marufinas (Rural)
- Maruyogón (Rural)
- Masigla (Urbano)
- Masikap (Urbano)
- Masipag (Urbano)
- Matahimik (Urbano)
- Matiyaga (Urbano)
- Maunlad (Urbano)
- Milagrosa (Urbano)
- Model (Urbano)
- Montible (Rural)
- Napsan (Rural)
- New Panggangan (Rural)
- Pagkakaisa (Urbano)
- Princesa (Urbano)
- Salvación (Rural)
- San José (Urbano)
- San Miguel (Urbano)
- San Pedro (Urbano)
- San Rafael (Rural)
- Santa Cruz (Rural)
- Santa Lourdes (Urbano)
- Santa Lucia (Rural)
- Santa Mónica (Urbano)
- Seaside (Urbano)
- Sicsican (Rural)
- Simpocan (Rural)
- Tagabinit (Rural)
- Tagburos (Rural)
- Tagumpay (Urbano)
- Tanabag (Rural)
- Tanglaw (Urbano)
- Barangay ng mga Mangingisda (Rural)
- Inagawan Sub-Colony (Rural)
- Luzviminda (Rural)
- Mandaragat (Rural)
- San Manuel (Urbano)
- Tiniguiban (Urbano)

## Economía
Puerto Princesa es conocido como el Centro de Ecoturismo de Filipinas. En los últimos años, la ciudad ha experimentado un notable aumento en el número de turistas que traen con ellos el comercio y los negocios de la ciudad. Muchos que van desde el básico hasta un alojamiento de lujo de cinco estrellas hoteles han sido desarrollados desde la década de 1990 para atender a un número creciente de turistas extranjeros y locales en la ciudad. También hay una gran selección de restaurantes, bares y tiendas, incluyendo el centro comercial Robinsons Place Palawan recientemente terminado. 
La mayoría de los turistas vienen a Puerto Princesa a visitar el parque nacional del Río Subterráneo de Puerto Princesa, situado a 50 km al norte de la ciudad. Fue nombrada una de las 7 maravillas de la Naturaleza. La ciudad es también el punto de desempate para explorar el arrecife de Tubbataha.

## Cultura
Olas de inmigrantes de otras provincias de Filipinas, e incluso otros países, han convertido a Puerto Princesa en un crisol de diversas culturas. Entre los habitantes originales están los Cuyonons que tienen un rico legado del folclore y las tradiciones. Los grupos indígenas incluyen los Tagbanwas, Palawanos, Molbogs y Bataks, cada grupo con su propia cultura y creencias. 
Unas tres cuartas partes de la población reside en la ciudad propiamente dicha, un asentamiento urbano en las costas de Puerto Princesa Bay. Mientras que el Cuyonon es ampliamente hablado, el idioma predominante es el Tagalo; también se habla el Visayan, y, de forma muy amplia, el Inglés. La existencia de hablantes nativos de español es desconocida.

## Atracciones

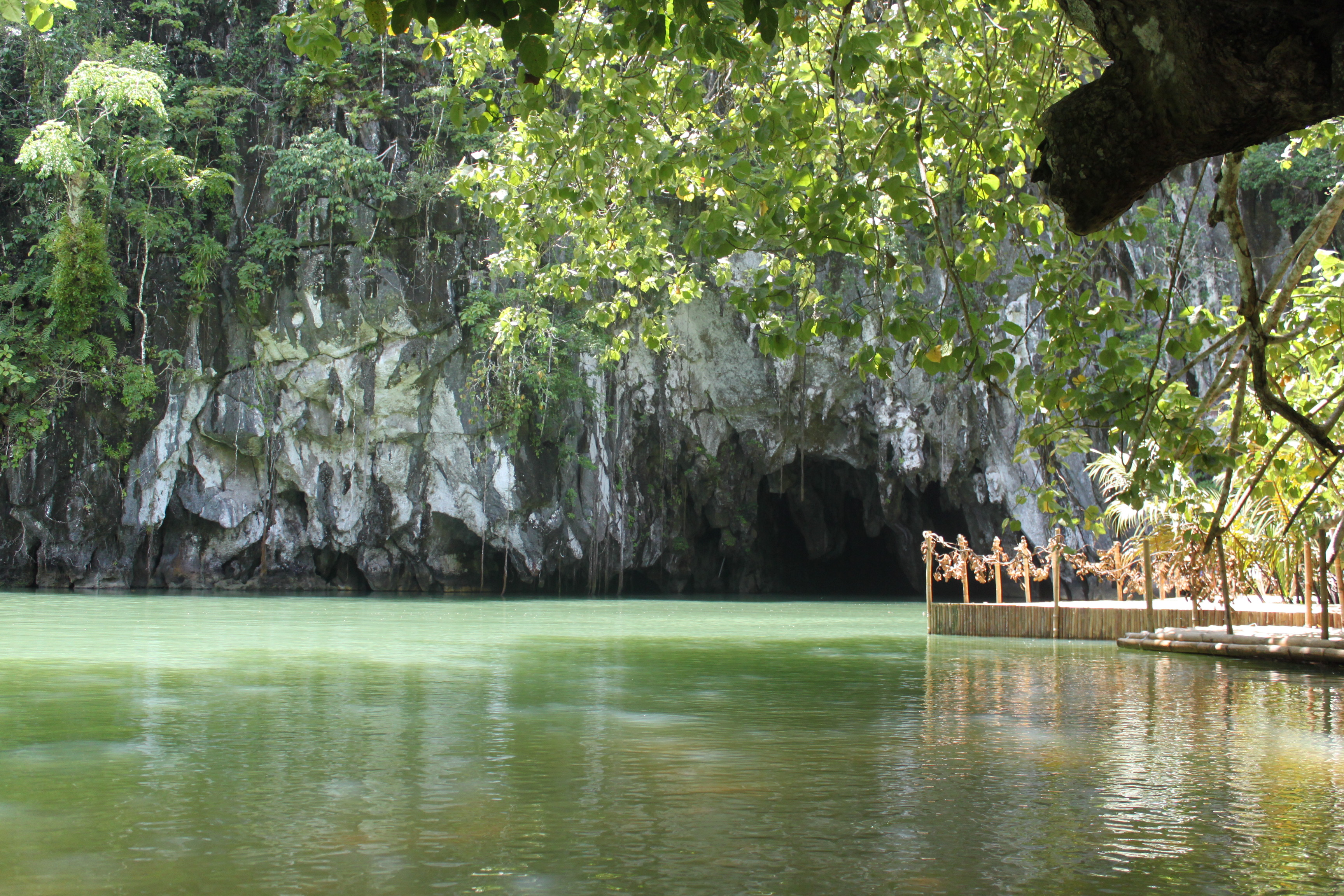
Parque nacional del río subterráneo de Puerto Princesa, Patrimonio de la Humanidad

### Arrecife Langogan
Nueva arrecifes de coral protegidos por ordenanza de la ciudad y tres cataratas, la mayor de las cuales es de alrededor de 50 metros, que se encuentra a 5 km del barangay.

### Río Subterráneo de Puerto Princesa
El monumento más famoso de Puerto Princesa, este río subterráneo es el río subterráneo navegable más largo del mundo. Cuenta con un paisaje de montaña de piedra caliza cárstica y muchas estalactitas y estalagmitas. 

### Arrecife de Tubbataha
El arrecife de Tubbataha, otro Patrimonio de la Humanidad por la UNESCO, se encuentra a 181 kilómetros al sureste de la ciudad en el Mar de Sulu, cerca de la isla municipio de Cagayancillo. Más de 1000 especies habitan el arrecife; muchos ya están considerados en peligro de extinción. Las especies animales que se encuentran incluyen manta rayas, peces león, tortugas marinas, peces payaso y tiburones.

### Bahía Honda
Bahía Honda contiene varias islas, incluyendo la Isla de Arrecife, donde se encuentra el ostentoso Dos Palmas Resort. Varias guías y barqueros locales ofrecen tours en la zona, donde el snorkeling es también una actividad popular en el arrecife Pambato.

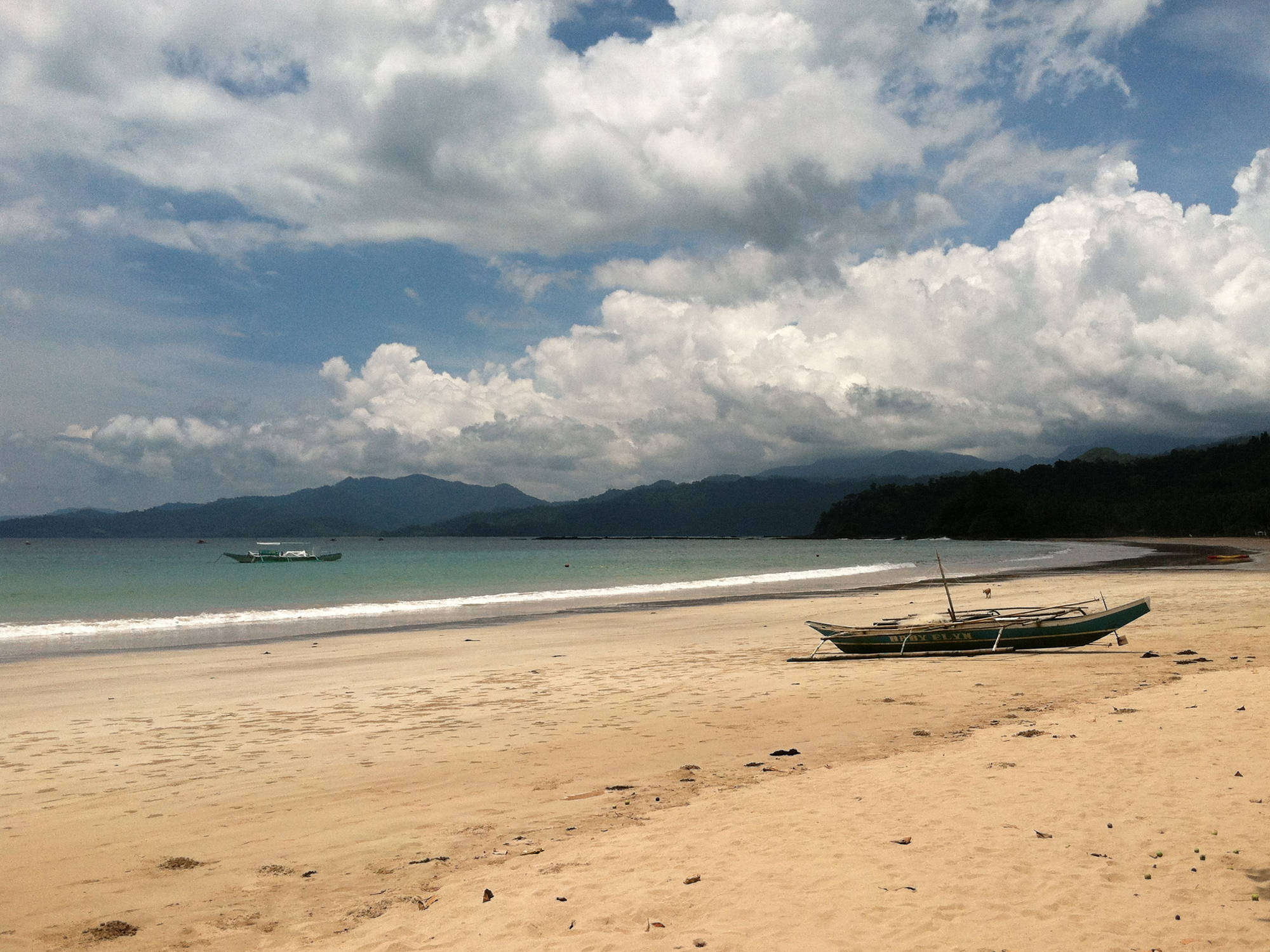
Playa Sabang

### Playa Sabang
Situado a las afueras del parque nacional del Río Subterráneo, Playa Sabang es una tranquila playa de arena blanca bordeada por varias estaciones que enfrentan al gran Mar Meridional de China.

### Roca Ugong
Una formación de piedra caliza de 25 metros en medio de tierras de cultivo y bosques kársticos cerca del río subterráneo. Principales actividades en el sitio incluyen la espeleología y tirolesa.

## Monumentos

### Catedral de la Inmaculada Concepción
Se encuentra situada en la Avenida de Rizal. Fue construida en 1872.

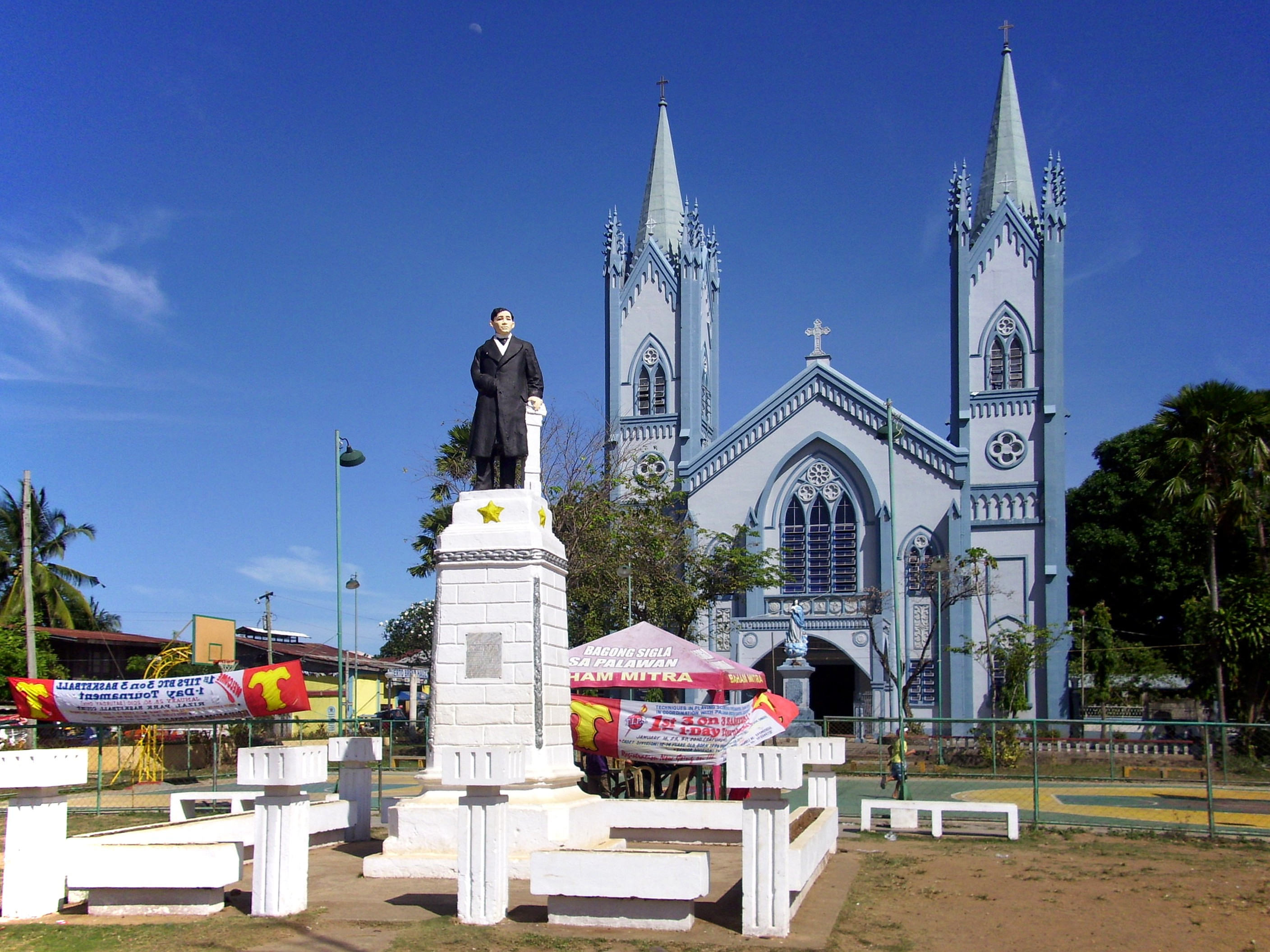
Vista de la Catedral de la Inmaculada Concepción

### Cuartel de la Plaza
Cuartel del ejército español. Durante la Segunda Guerra Mundial, los japoneses cometieron una masacre contra prisioneros americanos. Se encuentra al lado de la catedral, en la calle Taft.

### Parque de la Princesa Eulalia
En el parque se encuentra la estatua de la princesa española, en el lugar en que se proclamó la fundación de la ciudad el 4 de marzo de 1872.

### Parque Mendoza
Designado en honor del héroe de la resistencia de la isla contra los japoneses, que fue ejecutado en 1944.

### Museo de Palawan (Paraguas)
Se encuentra al lado del parque Mendoza. Se hallan piezas históricas de todo Palawan, incluyendo las de las cuevas de Tabon.